# Fredriksdal, Nässjö kommun
Fredriksdal är en tätort i Nässjö kommun i Jönköpings län.

## Historia
När järnvägen Halmstad – Nässjö öppnats 1882 beslutades att en station skulle anläggas vid Sjöafall beläget mellan Nässjö och Malmbäck.
Kungen Oscar II som hade kopplingar till Fredriksdals Säteri beslutade att stationen skulle namnges Fredriksdal.
Fredriksdals station invigdes 1898 och lades ner 1967. 
På Granön i den närbelägna Fredriksdalasjön går gränsen mellan Njudung och Tveta.

### Befolkningsutveckling
| Befolkningsutvecklingen i Fredriksdal 1950–2020         | Befolkningsutvecklingen i Fredriksdal 1950–2020 | Befolkningsutvecklingen i Fredriksdal 1950–2020 | Befolkningsutvecklingen i Fredriksdal 1950–2020 | Befolkningsutvecklingen i Fredriksdal 1950–2020 |
| ------------------------------------------------------- | ----------------------------------------------- | ----------------------------------------------- | ----------------------------------------------- | ----------------------------------------------- |
|                                                         |                                                 |                                                 |                                                 |                                                 |
| År                                                      |                                                 |                                                 | Folkmängd                                       | Areal (ha)                                      |
| 1950                                                    | 1950                                            |                                                 | 272                                             | ##                                              |
| 1960                                                    | 1960                                            |                                                 | 254                                             |                                                 |
| 1965                                                    | 1965                                            |                                                 | 248                                             |                                                 |
| 1970                                                    | 1970                                            |                                                 | 274                                             |                                                 |
| 1975                                                    | 1975                                            |                                                 | 346                                             |                                                 |
| 1980                                                    | 1980                                            |                                                 | 343                                             |                                                 |
| 1990                                                    | 1990                                            |                                                 | 324                                             | 45                                              |
| 1995                                                    | 1995                                            |                                                 | 304                                             | 46                                              |
| 2000                                                    | 2000                                            |                                                 | 305                                             | 46                                              |
| 2005                                                    | 2005                                            |                                                 | 318                                             | 47                                              |
| 2010                                                    | 2010                                            |                                                 | 310                                             | 47                                              |
| 2015                                                    | 2015                                            |                                                 | 305                                             | 62                                              |
| 2020                                                    | 2020                                            |                                                 | 306                                             | 60                                              |
| Anm.: ## Som tätort/befolkningsagglomeration 1920–1950. |                                                 |                                                 |                                                 |                                                 |